# Ugrupowanie bojowe
Ugrupowanie bojowe – szyk oraz rozmieszczenie sił i środków w terenie odpowiednio do celu (koncepcji) prowadzenia walki. Wyróżnia się  podstawowe i dodatkowe elementy ugrupowania bojowego.

Głębokość ugrupowania bojowego to odległość od czołowych oddziałów (pododdziałów) do tyłowej granicy rozmieszczenia odwodów wojsk rakietowych, drugich rzutów i lotnictwa frontowego włącznie mierzona w kilometrach.

## Ugrupowanie w historii wojskowości
Jednym z pierwszych rodzajów ugrupowania była falanga. To zorganizowane rozmieszczenie sił w linię bojową. Aleksander Macedoński rozdzielił zwartą falangę na kilka samodzielnych oddziałów, nadając jej elastyczność. Kierunek ten kontynuowali Rzymianie, tworząc stałe, etatowe manipuły i kohorty, zapewniające już strukturalną elastyczność ugrupowania. Radykalne zmiany do ugrupowania wojsk wprowadził ilościowy i jakościowy rozwój broni palnej. W tym czasie zaprzestano organizacji zwartych szyków, zmasowanych i głębokich kolumn. Ugrupowanie stało się luźne i zróżnicowane wewnętrznie. W jego skład weszły specjalistyczne elementy.

## Ugrupowanie bojowe do natarcia
Ugrupowanie bojowe do natarcia tworzy się celem uzyskania jak najlepszych warunków do wykonania zadania oraz efektywnego wykorzystania posiadanych sił na głównym kierunku i kierunku pomocniczym. Bierze się pod uwagę warunki terenowe, a co za tym idzie możliwość uzyskania swobody manewru. Właściwe ugrupowanie bojowe powinno odpowiadać zamiarowi działania, zapewniać prowadzenie walki w każdej sytuacji bojowej i umożliwiać pełne wykorzystanie posiadanego potencjału bojowego, koncentrację wysiłku w wybranym miejscu i czasie, rażenie przeciwnika na całej głębokości, utrzymanie ciągłości współdziałania i dowodzenia wojskami. Powinno też zapewnić maskowanie, potęgowanie uderzenia, wprowadzenie zmian w zależności od potrzeb.
Ugrupowanie powinno stwarzać jak najlepsze warunki do wykonania zadania bojowego, a zwłaszcza zapewnić efektywne użycie różnych środków walki w punkcie ciężkości, wykonanie swobodnego manewru oraz wykorzystanie w walce właściwości terenu. W konsekwencji powinno umożliwić osiągnięcie zakładanego celu walki.
Zależności pomiędzy szerokością i głębokością ugrupowania bojowego w natarciu:
- ugrupowanie wąskie i głębokie umożliwia szybka zmianę kierunku uderzenia i punktu ciężkości, potęgowanie natarcia i ochronę skrzydeł. Zwiększa swobodę działania nacierających wojsk. Posiada jednak kilka mankamentów. Jest to: możliwość wykorzystania w początkowym okresie natarcia tylko części możliwości uderzeniowych, ułatwione oddziaływanie ogniowe przeciwnika oraz wysokie zagrożenie odcięcia wprowadzanych do walki kolejnych sił[6];
- ugrupowanie szerokie i płytkie umożliwia jednoczesne wykorzystanie możliwości ogniowych nacierających wojsk, wiązanie przeciwnika na szerokim froncie i zmuszanie go do rozdzielenia wysiłku, maskowanie punktu ciężkości oraz ułatwia znalezienie słabych miejsc i luk w ugrupowaniu przeciwnika i ich szybkie wykorzystanie. Słabe strony tego typu ugrupowania to: konieczność użycia większości sił już w początkowym etapie natarcia, trudności z przesunięciem punktu ciężkości, mniej liczne odwody oraz zagrożenie własnych skrzydeł i tyłów[6].

## Elementy ugrupowania bojowego
W jego skład wchodzą elementy podstawowe i dodatkowe.
Do elementów podstawowych zaliczamy:
- pierwszy rzut[7]:

w natarciu służy do  stworzenie wyłomu w obronie przeciwnika, rozbiciu jego ugrupowania bojowego, opanowanie pierwszej pozycji obrony i rozwinięcie uzyskanego powodzenia; zasadniczym determinantem  organizowania pierwszego rzutu jest charakter obrony przeciwnika oraz szerokość pasa natarcia,
w obronie służy do zatrzymania natarcia przeciwnika przed przednią linią obrony lub w głębi bronionego pasa (rejonu); kolejne rzuty są przeznaczone są do pogłębienia obrony sił pierwszego rzutu i załamania natarcia w głębi na kolejnej rubieży w głównym pasie (rejonie) obrony,
- drugi rzut[a] – odwód (odwody) ogólnowojskowy,
- zgrupowanie (oddziałów, pododdziałów) artylerii,
- oddział (pododdział) przeciwlotniczy,
- elementy systemu rozpoznania, walki elektronicznej i działań psychologicznych,
- odwód przeciwpancerny,
- oddział zaporowy,
- stanowiska dowodzenia,
- odwody innych rodzajów wojsk (inżynieryjny, przeciwchemiczny),
- oddziały, pododdziały i urządzenia logistyczne.

Dodatkowo mogą być tworzone:
- oddział wydzielony,
- taktyczny desant powietrzny:

zorganizowany i odpowiednio przygotowany pododdział przemieszczany w rejon działań transportem powietrznym; organizuje się go celem opanowania i utrzymania do czasu podejścia sił głównych określonych rubieży i obiektów; zakłada się, że desant w sile batalionu może prowadzić samodzielnie walkę przez okres od dwóch do czterech godzin; organizator desantu powinien zapewnić mu wsparcie ogniowe w czasie walki,
- zgrupowanie (grupa) desantowo-szturmowe,
- odwód przeciwdesantowy,

w obronie przeznaczony jest do podjęcia walki z desantem  powietrznym przeciwnika, który wylądował w tyłowym rejonie obrony. Rozmieszcza się go w rejonie obiektu, którego uchwycenie jest opłacalne dla zapewnienia przeciwnikowi wysokiego tempa natarcia. Jeśli brak jest pewności co do miejsca lądowania ewentualnego desantu, to wszystkie elementy ugrupowania bojowego znajdujące się w tylnym rejonie obrony powinny być gotowe do wydzielenia sił do walki z desantem,
- oddział ratunkowo-ewakuacyjny.

W specyficznych środowiskach walki oraz w zależności od sposobu i koncepcji rozegrania walki mogą być organizowane: 
- oddziały obejścia

organizuje się z reguły w terenie górskim, lesistym oraz zabudowanym; jego działanie polega na przeniknięciu w głąb obrony przeciwnika w terenie uznawanym przez obrońcę za trudny do pokonania i wykonaniu zaskakującego uderzenia, stwarzając przez to dogodne warunki do działania pierwszego rzutu
- oddziały (grupy) szturmowe (desantowo-szturmowe)

w natarciu zwalczają obiekty w głębi obrony przeciwnika, dezorganizują manewr oraz niszczą wysokowartościowe elementy jego ugrupowania; element ten po wykonaniu zadania wraca samodzielnie w ugrupowanie wojsk własnych
w obronie może wykonywać różne zadania; wspólnie z oddziałem wydzielonym lub samodzielnie może niszczyć ważne obiekty ugrupowania przeciwnika; między innymi stanowiska dowodzenia, elementy i urządzenia logistyczne; tworzony jest w momencie, gdy oddział dysponuje wysiłkiem lotnictwa wojsk lądowych
- oddział rajdowy
- oddziały zabezpieczenia ruchu.

W skład ugrupowania bojowego wojsk włącza się oddziały, pododdziały wojsk obrony terytorialnej, straży granicznej oraz innych sił znajdujących się w pasie działań.